# Kim Do-kyun
Kim Do-kyun est un footballeur sud-coréen né le 13 janvier 1977.